# Matej Vuk
Matej Vuk (Čakovec, 10 giugno 2000) è un calciatore croato, attaccante del Varaždin.

## Caratteristiche tecniche
È un'ala sinistra.

## Carriera

### Club
Cresciuto nel settore giovanile del Rijeka, ha fatto il suo esordio fra i professionisti il 18 luglio 2018 con la maglia dell'Inter Zaprešić giocando l'incontro della massima divisione croata perso 4-0 contro la Lokomotiva Zagabria.

### Nazionale
Ha giocato numerose partite con le varie nazionali giovanili croate.

## Statistiche
Statistiche aggiornate al 26 giugno 2021.

### Presenze e reti nei club
| Stagione        | Squadra         | Campionato      | Campionato | Campionato | Coppe nazionali | Coppe nazionali | Coppe nazionali | Coppe continentali | Coppe continentali | Coppe continentali | Altre coppe | Altre coppe | Altre coppe | Totale | Totale | Totale |
| Stagione        | Squadra         | Comp            | Pres       | Reti       | Comp            | Pres            | Reti            | Comp               | Pres               | Reti               | Comp        | Pres        | Reti        | Pres   | Reti   |        |
| --------------- | --------------- | --------------- | ---------- | ---------- | --------------- | --------------- | --------------- | ------------------ | ------------------ | ------------------ | ----------- | ----------- | ----------- | ------ | ------ | ------ |
| 2018-gen. 2019  | Inter Zaprešić  | 1.HNL           | 12         | 0          | CC              | 2               | 0               |                    | -                  | -                  |             | -           | -           | 14     | 0      |        |
| gen.-giu. 2019  | Rijeka          | 1.HNL           | 2          | 0          | CC              | 0               | 0               |                    | -                  | -                  |             | -           | -           | 2      | 0      |        |
| 2019-gen. 2020  | Rijeka          | 1.HNL           | 2          | 0          | CC              | 1               | 1               | UCL                | 1                  | 0                  |             | -           | -           | 4      | 1      |        |
| gen.-giu. 2020  | Sereď           | SL              | 9          | 4          | CS              | 0               | 0               |                    | -                  | -                  |             | -           | -           | 9      | 4      |        |
| 2020-2021       | Istria 1961     | 1.HNL           | 26         | 6          | CC              | 4               | 0               |                    | -                  | -                  |             | -           | -           | 30     | 6      |        |
| Totale carriera | Totale carriera | Totale carriera | 51         | 10         |                 | 7               | 1               |                    | 1                  | 0                  |             | -           | -           | 59     | 11     |        |

### Cronologia presenze e reti in nazionale
| Cronologia completa delle presenze e delle reti in nazionale ― Croazia under 21 | Cronologia completa delle presenze e delle reti in nazionale ― Croazia under 21 | Cronologia completa delle presenze e delle reti in nazionale ― Croazia under 21 | Cronologia completa delle presenze e delle reti in nazionale ― Croazia under 21 | Cronologia completa delle presenze e delle reti in nazionale ― Croazia under 21 | Cronologia completa delle presenze e delle reti in nazionale ― Croazia under 21 | Cronologia completa delle presenze e delle reti in nazionale ― Croazia under 21 | Cronologia completa delle presenze e delle reti in nazionale ― Croazia under 21 |
| Data                                                                            | Città                                                                           | In casa                                                                         | Risultato                                                                       | Ospiti                                                                          | Competizione                                                                    | Reti                                                                            | Note                                                                            |
| ------------------------------------------------------------------------------- | ------------------------------------------------------------------------------- | ------------------------------------------------------------------------------- | ------------------------------------------------------------------------------- | ------------------------------------------------------------------------------- | ------------------------------------------------------------------------------- | ------------------------------------------------------------------------------- | ------------------------------------------------------------------------------- |
| 17-11-2020                                                                      | Pola                                                                            | Croazia under 21                                                                | 7 – 0                                                                           | Lituania under 21                                                               | Qual. Europeo Under-21 2021                                                     | -                                                                               | 46’                                                                             |
| Totale                                                                          |                                                                                 | Presenze                                                                        | 1                                                                               |                                                                                 | Reti                                                                            | 0                                                                               |                                                                                 |